# Phylica floribunda
Phylica floribunda är en brakvedsväxtart som beskrevs av Neville Stuart Pillans. Phylica floribunda ingår i släktet Phylica och familjen brakvedsväxter. Inga underarter finns listade i Catalogue of Life.